# Bitwa pod Mokrą

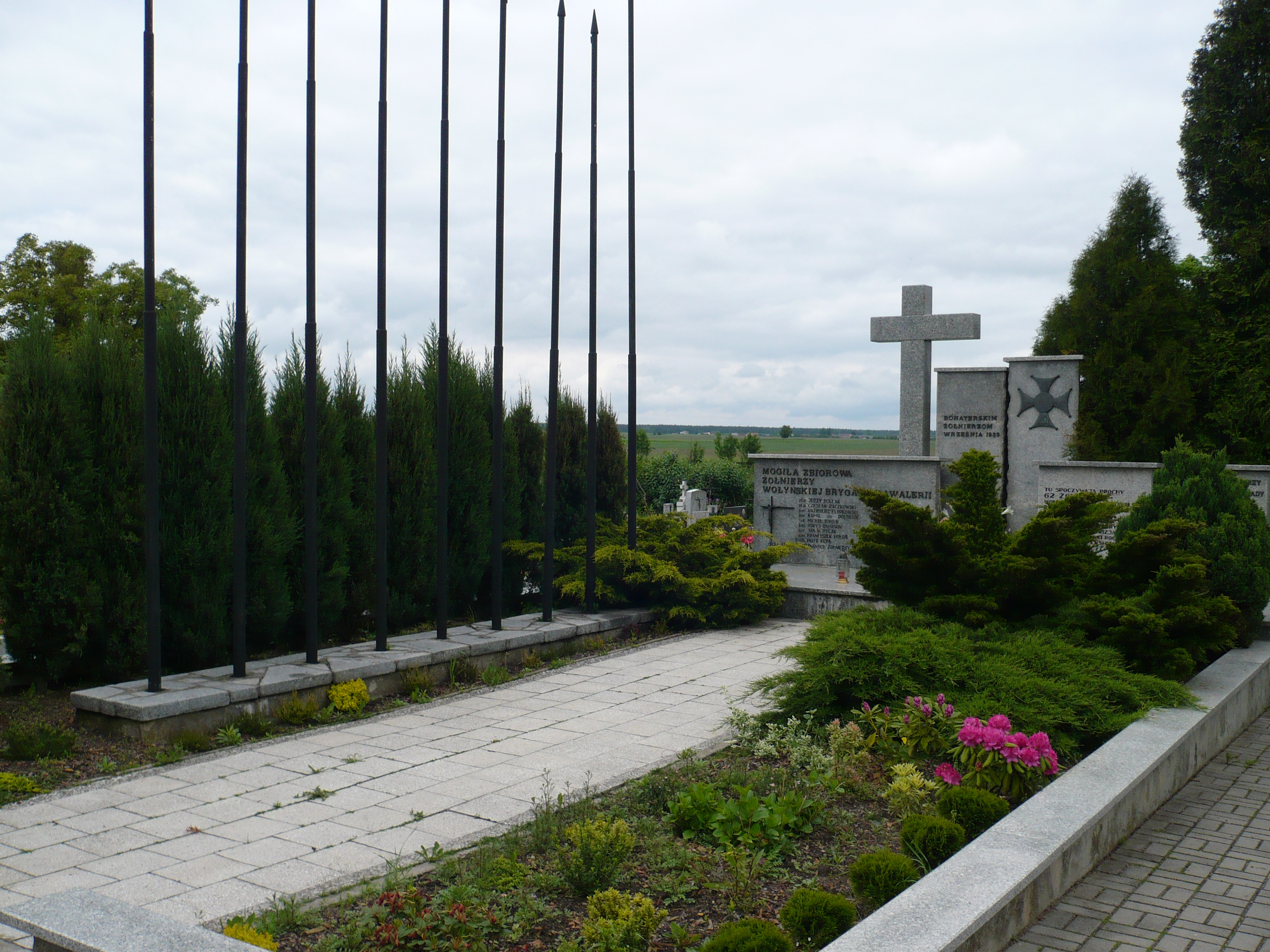
Zbiorowa mogiła polskich żołnierzy poległych 1–2 września 1939 r. w bitwie pod Mokrą w Miedźnie

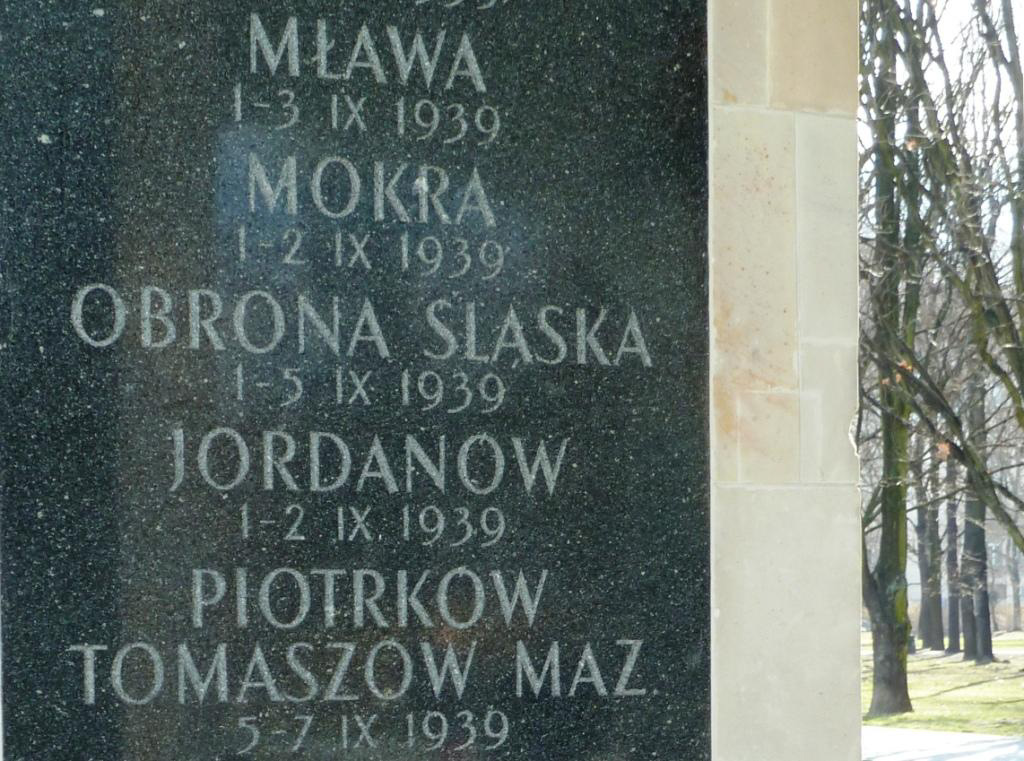
Tablica na Grobie Nieznanego Żołnierza w Warszawie
MOKRA 1 – 2·IX·1939

Bitwa pod Mokrą – jedno z pierwszych starć zbrojnych Wojska Polskiego podczas II wojny światowej, które miało miejsce 1 września 1939 roku w pobliżu wsi Mokra, 5 km na północ od miasta Kłobuck, 23 km na północny zachód od Częstochowy, w ówczesnym województwie kieleckim.
Wołyńska Brygada Kawalerii pod dowództwem płk. Juliana Filipowicza powstrzymywała przez cały dzień niemiecką 4 Dywizję Pancerną gen. Reinhardta, wspieraną przez lotnictwo, m.in. bombowce nurkujące Stuka.

## Przed bitwą
Wołyńska BK osłaniała lewe (południowe) skrzydło Armii „Łódź”, na które (zgodnie z przewidywaniami polskich strategów) skierowało się główne uderzenie największej niemieckiej armii – 10 Armii gen. Reichenau. Wołyńska BK miała do wykonania dwa zadania:
1. polityczne – podjąć walkę natychmiast po przekroczeniu przez Niemców granicy, w celu przekonania sojuszników Polski, że jakakolwiek agresja hitlerowska zakończy się wojną (co się ostatecznie udało);
2. strategiczne – powstrzymać atak niemiecki na przedpolu, w celu umożliwienia dokończenia mobilizacji Wojska Polskiego (co, pomimo wypełnienia zadania przez Brygadę, ostatecznie się nie udało).

W tym celu dodatkowo wzmocniona (batalion piechoty z 30 Dywizji Piechoty, pułk kawalerii z Kresowej BK oraz pociąg pancerny Śmiały) Wołyńska Brygada Kawalerii zajęła po zmroku 31 sierpnia pozycje obronne wokół Miedźna, frontem na zachód i południowy zachód, przy czym 21 pułk znalazł się na pozycjach już w nocy z 30 na 31 sierpnia. Umocnienie się Wołyńskiej BK w tym rejonie zaskoczyło dowództwo niemieckie.

## Bitwa
Oddziały polskie podjęły walkę z forpocztami 4 Dywizji Pancernej natychmiast po przekroczeniu przez nią granicy. Około godziny 10:00 gen. Reinhardt, nie spodziewając się, że walczy z siłami całej Wołyńskiej BK, wysłał do boju 36 pułk pancerny celem przebicia się przez polskie pozycje. Niemcy ponieśli jednak porażkę we wsi Mokra II w starciu z zamaskowaną i doskonale wstrzelaną w teren polską artylerią. Jednocześnie natarcia niemieckiej piechoty na skrzydłach zostały odparte przez okopane w lasach pododdziały 19 pułku ułanów i IV batalionu 84. pułku piechoty.
Około godziny 12:00 Niemcy ponowili atak siłami 35 pułku pancernego, zdobyli wieś Mokra III i zmusili 21 pułk ułanów do odwrotu, zadając mu ciężkie straty. Zostali jednak ponownie zatrzymani i zmuszeni do odwrotu przez artylerię i działa przeciwpancerne oraz pociąg pancerny przy próbie zdobycia wiaduktu pod torami kolejowymi tuż za wsią. Wycofujące się niemieckie czołgi wywołały panikę w kolumnach zaopatrzeniowych, co zmusiło niemieckich dowódców do reorganizacji i powstrzymało dalsze ataki na wieś Mokra i przepust kolejowy.
Jednocześnie Niemcy podjęli próbę obejścia pozycji polskich od północy siłami 12. pułku strzelców zmotoryzowanych, która została powstrzymana kontratakiem dywizjonu 19 pułku ułanów, a wspierające niemiecką piechotę pododdziały pancerne poniosły ciężkie straty w starciu z pociągiem pancernym w pobliżu stacji kolejowej „Miedźno”. Związanie pociągu pancernego walką umożliwiło jednak kolejny niemiecki atak „na wprost”. Niemiecka 5 Brygada Pancerna (35. i 36 pułk pancerny) podjęła go dopiero po 15:00, tym razem zadając ciężkie straty broniącej się na pierwszej linii polskiej artylerii, jednakże nie zdołała zmusić 12 pułku ułanów do opuszczenia pozycji przy nasypie kolejowym. Kontratak kilkunastu polskich tankietek i wozów pancernych 21 dywizjonu wsparty bronią przeciwpancerną 2 pułku strzelców konnych zmusił niemiecki 36 pułk pancerny do odwrotu do wsi Mokra, co zatrzymało niemieckie natarcie.
Ostatni atak niemiecki podjął 35 pułk pancerny po 17:00, ale nie zdołał zdobyć wiaduktu kolejowego tuż za wsią, więc linia torów kolejowych została utrzymana przez Wołyńską Brygadę Kawalerii. Niemcy nie zdołali osiągnąć swoich celów. Po zmroku polska kawaleria i piechota wycofały się, ponosząc podczas odwrotu duże straty.

## Po bitwie
Straty Wołyńskiej BK wyniosły około 530 żołnierzy (rannych, zabitych i zaginionych, w tym 27 oficerów), 5 dział i 4 armatki przeciwpancerne, kilkanaście karabinów maszynowych oraz 300 koni. Niemcy stracili ponad 100 czołgów i kilka samochodów pancernych (z których większość naprawiono w ciągu dwóch dni) i kilkuset żołnierzy. 4 Dywizja Pancerna przez 2 dni była niezdolna do zdecydowanej akcji.
Przyczyną sukcesu polskiego było doskonałe wykorzystanie przez płk. Filipowicza i podległych mu oficerów wszystkich zalet uzbrojenia, wyszkolenia i pozycji Wołyńskiej Brygady Kawalerii oraz błąd gen. Reinhardta.
Zamaskowane i wstrzelane w teren polskie środki ogniowe okazały się bardzo skuteczne w starciu z lekkimi (w znacznej większości) czołgami niemieckimi, a udział w bitwie „ruchomej fortecy” – pociągu pancernego – przeważył szalę bitwy na polską stronę. Duże możliwości dawały Wołyńskiej Brygadzie Kawalerii tory kolejowe, o które opierała się jej pozycja. Nasyp, a w innych miejscach wykop, poza kilkoma miejscami był dla czołgów nieprzejezdny. Dla powstrzymania niemieckiego natarcia wystarczyło blokować dostęp do przejazdów i przepustów. Polskie działa, armatki p-panc oraz karabiny p-panc i granaty poradziły sobie z tym zadaniem znakomicie, a tory kolejowe umożliwiały swobodne wspieranie wybranych punktów oporu przez pociąg pancerny. Polacy nie zawahali się zresztą przed użyciem innych metod walki, tak obronnej, jak i zaczepnej, w tym szarży kawaleryjskiej na niemiecką piechotę czy ataku pododdziału pancernego.
Gen. Reinhardt błędnie założył, że siła przełamująca jego czołgów wystarczy dla pokonania okopanego przeciwnika i zmarnował czas oraz siły dywizji na ponawiane ataki frontalne na wieś Mokra i wiadukt kolejowy. Pierwszego dnia wojny współdziałanie wojsk naziemnych i lotnictwa niemieckiego pozostawiało wiele do życzenia – samoloty nie bombardowały przeszkód na drodze czołgów, tylko usiłowały wywołać panikę w oddziałach tyłowych (1/4 kawalerzystów nie brała udziału w walce na pierwszej linii, gdyż pilnowała koni). Osiągnęły w tym zresztą sukces, który jednak nie wpłynął na wynik bitwy, gdyż zamieszanie powstało także u Niemców. Pomimo wszystko 4 DPanc kosztem wielkich strat (szczególnie wśród czołgistów) była bliska sukcesu ok. godziny 16:00, a potem 17:30. Przebicie się czołgów przez tory kolejowe oznaczałoby zagładę Wołyńskiej BK, która broniła się resztkami sił i nie mogłaby się wycofać przez pola uprawne pod ostrzałem niemieckich czołgów i lotnictwa. Płk Filipowicz podjął ryzyko: wyprowadził kontratak siłami swoich ostatnich pododdziałów i wygrał bitwę.
Do zwycięstwa operacyjnego zabrakło jednakże opanowania pola bitwy przez Polaków, czego Wołyńska BK nie mogła dokonać na skutek znacznej dysproporcji sił. W następnych dniach Niemcy dokonali napraw w większości uszkodzonych czołgów i przywrócili zdolność bojową 4 Dywizji Pancernej. 6 i 7 września, razem z walczącą na jej prawym skrzydle 1 Dywizją Pancerną, osiągnęła ona spore sukcesy w bitwach o Piotrków Trybunalski i Tomaszów Mazowiecki.
Pod Mokrą Wołyńska Brygada Kawalerii zniszczyła lub uszkodziła ponad 100 czołgów i innych pojazdów mechanicznych nieprzyjaciela. Według ustaleń płk. Mariana Porwita poniesione w bitwie straty niemieckiej 4 Dywizji Pancernej wyniosły 62 czołgi i ok. 50 transporterów opancerzonych.

## Siły stron
W skład polskiej brygady wchodziły:
- 19 pułk Ułanów Wołyńskich
- 12 pułk Ułanów Podolskich
- 21 pułk Ułanów Nadwiślańskich
- 2 pułk strzelców konnych
- 2 dywizjon artylerii konnej
- 21 dywizjon pancerny
- 53 pociąg pancerny
- 11 batalion strzelców
- IV batalion 84 pułku piechoty

## Pamięć o walczących
Zbiorowa mogiła polskich żołnierzy poległych w bitwie pod Mokrą znajduje się na cmentarzu w Miedźnie, a zmarłych podczas odwrotu w lesie obok miejscowości Lemańsk. Niemcy zostali pochowani pod kościołem we wsi Mokra, a następnie w latach okupacji ich ciała ekshumowano i przewieziono do rodzinnych miejscowości. Istnieją także uzasadnione przypuszczenia, że zmarli z powodu ran żołnierze oraz cywile z Mokrej pochowani zostali także na cmentarzu komunalnym w Opolu (wówczas Oppeln).
Walki żołnierza polskiego pod Mokrą zostały upamiętnione na Grobie Nieznanego Żołnierza w Warszawie napisem na jednej z tablic po 1990 r. „MOKRA 1 – 2 IX 1939”.
Przez miejsce bitwy biegnie turystyczny  Zielony Szlak Kłobucki łączący miejsca ważne historycznie w rejonie Kłobucka.
1 września 1999 roku, dzięki działaczom Regionalnego Towarzystwa Społeczno-Kulturalnego w Miedźnie, do Mokrej przybyło 17 byłych żołnierzy Wołyńskiej Brygady Kawalerii oraz 3 byłych żołnierzy niemieckiej 4 DP, którzy walczyli ze sobą 60 lat wcześniej w Mokrej. W akcie pojednania, wymieniono proporczyki oraz obejrzano reprodukcję bitwy.
W 2002 roku odbyła się uroczystość poświęcenia dzwonu Pokoju i Pojednania w kościele w Mokrej, ufundowanego przez weteranów Wehrmachtu. W uroczystościach udział wzięło 5 uczestników bitwy – Austriak, Niemiec i trzech Polaków.
11 listopada 2010 roku w Mokrej nastąpiło otwarcie Muzeum Kultury Przeworskiej I Izba Pamięci Bitwy Pod Mokrą. W izbie pamięci zgromadzono pamiątki żołnierzy Wołyńskiej Brygady, zdjęcia, mundury oraz broń pozostawioną na polu walki lub przekazaną przez weteranów.
13 lutego 2016 zmarł ostatni polski uczestnik bitwy pod Mokrą – por. Władysław Lubaś, żołnierz 12 pułku Ułanów Podolskich.
15 grudnia 2020 Śląski Wojewódzki Konserwator Zabytków w Katowicach wpisał do rejestru zabytków nieruchomych województwa śląskiego pod numerem A/738/2020 fragment pola bitewnego Bitwy pod Mokrą, obejmujący działkę ewidencyjną nr 485, w miejscowości Mokra. Ponadto 5 października 2020 pomnik z 1975 projektu Gabriela Hajdasa został wpisany do rejestru zabytków ruchomych woj. śląskiego pod numerem B/427/2020.